# Georges Bagration (1250-1268)
Pour les articles homonymes, voir Bagration.
Georges Bagration (en géorgien : გიორგი ბაგრატიონი, Guiorgui Bagrat'ioni ; 1250-1268) est un prince géorgien du XIIIe siècle. Fils de David VII Oulou, il est le prince héritier au trône de Géorgie orientale, mais reste connu pour avoir été otage auprès de la cour mongole de Houlagou Khan. Libéré en un an, Georges devient par la suite un chef militaire avec son père dans ses campagnes militaires mais meurt avant de pouvoir accéder au trône en 1268.

## Biographie
Georges Bagration naît, d'après Vakhoucht Bagration, en 1250. Premier enfant du roi de Géorgie David VII Oulou (1247-1270), il est issu de l'union du monarque avec Altoun, une Ossète qui est prise comme épouse temporaire par son père pour la conception d'un héritier. En effet, celle-ci est renvoyé en Alanie après la naissance d'un second enfant, Tamar, et Georges, adopté par la reine Djigda Khatoun, est déormais considérer comme l'héritier au trône.
Peu après la révolte en Géorgie occidentale du co-roi David VI Narin en 1259, l'Il-Khan Houlagou Khan tente de renforcer ses liens avec David Oulou (qui est également en rébellion) et propose un traité de paix avec Tiflis. Le Mongol accepte de renvoyer en Géorgie ses otages, la reine Gvantsa et le prince Démétrius, et reconnaît David VII comme le souverain légitime du royaume, en échange de quoi le jeune Georges est envoyé en Perse.
Se rendant chez le khan mongol à l'aide du chrétien Enouk-Arkoun, Georges passe par Tiflis, où il est salué par la haute noblesse géorgienne et est mis sous la protection de l'ambassadeur mongol Arghoun. Une fois arrivé en Perse, le prince géorgien est accueilli noblement par Houlagou Khan et réside chez ses suzerains durant une année, tout en ayant une liaison avec la reine Dokouz Khatoun. Toutefois, une rupture du traité de paix par les Mongols contrarie David VII, qui refuse de se rendre à la cour mongole pour rencontrer son fils, à la suite de quoi le khan décide de mettre à mort Georges.

Une intervention de Enouk-Arkoun et de la reine Dokouz Khathoun sauve Georges, qui est renvoyé auprès de son père. Vers 1265, le prince participe à une campagne avec son père contre les Tatars mais souffre d'une grave maladie qui fait croire la population de sa mort ; les Chroniques géorgiennes racontent que, à la suite de prières d'envergures nationales, Georges est bientôt guéri, mais transmet sa maladie à son père, qui s'en remet également par la suite. Mais c'est en 1268 que Georges Bagration est atteint d'une maladie similaire, qui cause sa mort, à l'âge de 18 ans. Vakhoucht Bagration raconte le deuil du roi sous ces termes : 
« Quand on lui apprit le trépas de son fils, il tomba sur-le-champ à demi-mort. On le porta à bras dans l'intérieur, et on eut bien de la peine à lui rendre connaissance[...] Le roi était étreint, dit-on, d'une douleur sans bornes ; aux angoisses de l'amour paternel se joignait, pour les redoubler, le souvenir de la beauté merveilleuse d'un adolescent de 18 ans, de sa bravoure et de ses perfections militaires. Il poussa des sanglots attendrissants, il invoqua la mort, quand il vit les restes charmants de son enfant, de son Georges, étendus sans vie, décolorés, baignés des pleurs du peuple. »
Provisoirement enterré dans l'église de Sion, son corps est par la suite inhumé pompeusement au sein de la capitale religieuse de Géorgie, Mtskheta. David VII Oulou ne se remet jamais de la mort de son fils et meurt à son tour deux ans plus tard, en 1270, laissant le trône à son cadet Démétrius.

### Source
- Marie-Félicité Brosset, Histoire de la Géorgie depuis l'Antiquité jusqu'au XIXe siècle. Volume I, Saint-Pétersbourg, Académie impériale des Sciences de Russie, 1849, 694 p. [détail des éditions].